# Cytroneta
Cytroneta – cytrynowy napój gazowany, sprzedawany od lat 70. do początku lat 90. XX wieku w szklanych butelkach 0,33 litra, a także w foliowych woreczkach (niegazowana).